# 岡田将
岡田 将（おかだ まさる、1974年9月21日-）は、福岡県出身のピアニスト。
ドイツ、オランダ、イギリスなどのヨーロッパ諸国、ニューヨーク、サンクトペテルブルクなどに於いて、ソロリサイタル・公開録音・オーケストラとの共演等の活動をこなしている。ベルリンに居を構え活動していたが、2007年4月より日本に拠点を移した。帰国後は神戸女学院大学にて後進の指導にあたっている。現在神戸女学院大学教授。
2024年4月よりエリザベト音楽大学でも客員教授を務めている。

## 経歴

### 学歴・指導歴
- 1993年 - 桐朋女子高等学校音楽科卒業(共学)
- 1993年 - オーストリア国立ザルツブルク・モーツァルテウム音楽院留学
- 1995年 - ベルリン芸術大学留学
- 2007年 - 兵庫県神戸女学院大学音楽学部講師就任
- 2024年 - 広島県エリザベト音楽大学客員教授
- 2025年 - 神戸女学院大学音楽学部教授就任

### 受賞歴
- 1988年 - 九州山口ジュニアピアノコンクール・グランプリ
- 1988年 - 全日本学生音楽コンクール全国大会の中学校の部において第1位
- 1992年 - 第61回日本音楽コンクール第1位、野村賞、E・ナカミチ賞
- 1997年 - アルトゥル・シュナーベル・コンクール第1位及びスタインウェイ賞（於ベルリン）
- 1999年 - 第5回リスト・ユトレヒト[注釈 1]にて日本人初の優勝（於オランダ）
- 2001年 - 第11回ヴァン・クライバーン国際ピアノコンクール奨励賞（於U.S.A.テキサス州）
- 2002年 - 第12回出光音楽賞
- 2003年 - 第29回日本ショパン協会賞
- 2011年 - 平成22年度坂井時忠音楽賞
- 2011年 - 平成22年度兵庫県芸術奨励賞[1]

## 作品

### アルバム
- 『岡田将 プレイズ・リスト』(2004/3録音) ACCUSTIKA CDNO： PPCA-601
- 『ライヴ録音ドヴォルジャーク　フランク』 ACCUSTIKA CDNO： PPCA-701
- 金色のコルダ〜primo passo〜 『キャラクター・クラシック・コレクション-土浦edition-』 (2008/3/19) ソニー・ミュージックジャパンインターナショナルASIN: B0013FCP2W EAN： 4547366036701